# Recession
Recession är i nationalekonomiska sammanhang en mild lågkonjunktur. En svårare lågkonjunktur brukar benämnas depression. Ordet är synonymt med nedgång eller avmattning. I nationalekonomisk mening innebär recession att det blir en avmattning av ett lands ekonomiska utveckling. Tecken på att ett land är i recession kan exempelvis vara kraftigt minskad BNP-tillväxt, minskade investeringar och stigande arbetslöshetstal.
En del affärs- och investeringsglosböcker anger en tumregel som innebär att en recession oftast indikeras av två efterföljande kvartal med negativ tillväxt av bruttonationalprodukten. Denna definition används ofta av nyhetsmedier, men flera officiella recessioner, till exempel i USA, har inte uppnått dessa krav.

## Definitioner
I en artikel från 1974 av The New York Times, föreslog Julius Shiskin, kommissionär för Bureau of Labor Statistics, att en kvantitativ definition av en recession skulle kunna se ut så här: 
- Varaktighet – Minskningar av den reala bruttonationalinkomsten (BNI) två kvartal i rad. En nedgång i industriproduktionen under en sexmånadersperiod.
- Djup – En minskning med 1,5 % av den reala bruttonationalinkomsten; Sysselsättningen utanför jordbruket har minskat med 15 %. En ökning av arbetslösheten med två procentenheter till en nivå på minst 6 procent.
- Finansiella indikatorer - En betydande ökning av uteblivna lån eller en åtstramning av kreditvillkoren från finansinstitutens sida, vilket leder till en minskning av företagens investeringar och konsumenternas utgifter.
- Diffusion – En minskning av sysselsättningen, utanför jordbruket, i mer än 75 % av industrierna i sex månader eller längre (mätt i sexmånadersperioder).[4][5][6]

Under årens lopp har vissa sakkunniga övergett de flesta av Shiskins kriterier för att "upptäcka lågkonjunkturen" på grund av den förenklade tumregeln om en nedgång i real BNI två kvartal i rad.